# 塞西利娅·厄斯特贝里
塞西利娅·厄斯特贝里（瑞典語：Cecilia Östberg，1991年1月15日—），瑞典女子冰球运动员。她曾代表瑞典国家队参加2010年和2014年冬季奥林匹克运动会冰球比赛，均获得第四名。